# Edmund Pech (Politiker)

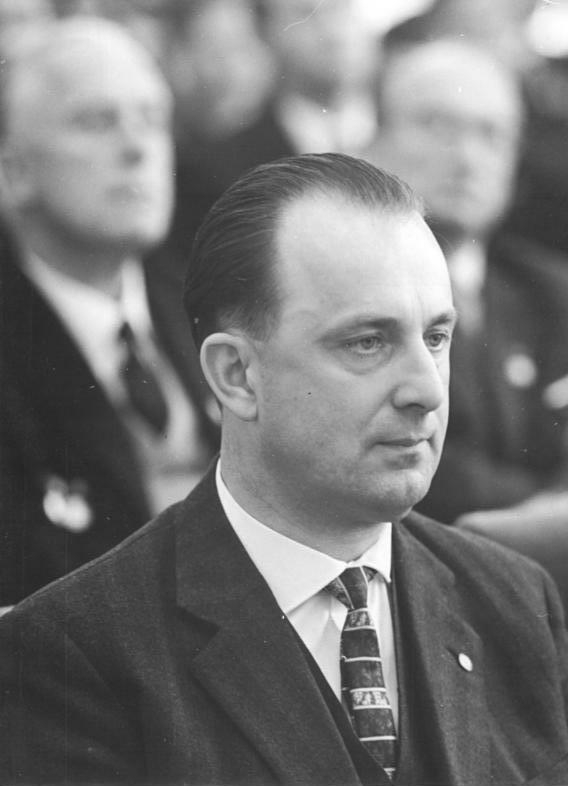
Edmund Pech (1964)

Edmund Pech (* 8. Juni 1921 in Langenau, Tschechoslowakei; † 1993 in Olbernhau) war ein deutscher Unternehmer und Politiker der DDR-Blockpartei Liberal-Demokratische Partei Deutschlands (LDPD).

## Leben
Pech war der Sohn eines Handwerkers. Nach dem Besuch der Volks- und Bürgerschule nahm er eine Ausbildung an der Fachschule für Glasindustrie in Haida in der Tschechoslowakei auf, die er 1938 als Glasgraveur abschloss, in jenem Jahr, als das Sudetenland durch das Münchner Abkommen an das Deutsche Reich abgetreten wurde. Nach Ausbruch des Zweiten Weltkrieges wurde er zur Wehrmacht eingezogen. Gegen Kriegsende geriet er in Gefangenschaft. 1946 gründete er in Olbernhau eine Werkstatt, aus der die Firma Pech & Kunte KG hervorging, deren Werkleiter er wurde. Später kamen Niederlassungen in Satzung und Carlsfeld hinzu. Die Firma wurde 1972 verstaatlicht und Pech als Betriebsdirektor des VEB Glaswerk Olbernhau beschäftigt. 1992 wurde die Firma an Eduard Pech rückübertragen, der damals über 70 Jahre alt war.

## Politik
Er beantragte am 10. April 1940 die Aufnahme in die NSDAP und wurde zum 1. September desselben Jahres aufgenommen (Mitgliedsnummer 7.736.938). Nach dem Zweiten Weltkrieg schloss er sich der in der Sowjetischen Besatzungszone neugegründeten LDPD an. Er wurde 1957 Stadtverordneter und Ratsmitglied in Olbernhau. Bei den Wahlen zur Volkskammer der DDR war Pech Kandidat der Nationalen Front der DDR. Von 1963 bis 1967 war er Mitglied der LDPD-Fraktion in der Volkskammer.